# Taiga escandinava y rusa
La taiga escandinava y rusa es una ecorregión de la ecozona paleártica, definida por WWF, que se sitúa en el norte de Europa, entre la tundra, al norte, y el bosque templado de frondosas, al sur.

## Descripción
Es una ecorregión de taiga que ocupa 2.156.900 kilómetros cuadrados en varias zonas de Noruega, gran parte de Suecia y Finlandia y el centro-norte de la Rusia europea. Es la ecorregión más extensa de Europa.

## Flora
La vegetación de la región consiste en bosques de coníferas dominados por el pino silvestre (Pinus sylvestris), con un sotobosque de enebro (Juniperus communis) y picea de Noruega (Picea abies). También están presentes el abedul común (Betula pendula), el abedul blanco (Betula pubescens) y, en la parte oriental de la ecorregión, el alerce siberiano (Larix sibirica).

## Fauna
Los animales que podemos encontrar aquí son: alces, los lobos, y los linces.

## Estado de conservación
En peligro crítico.